# Júlio Mesquita
Júlio Mesquita este un oraș în São Paulo (SP), Brazilia.